# 新幹線直行特急
新幹線直行特急（しんかんせんちょっこうとっきゅう）とは、新幹線と在来線と直通運転する特別急行列車（特急）およびその運行形態を指す。

## 概要
ミニ新幹線は、鉄道路線の形態である。新幹線で運転されている列車は、その性格上すべて特急であることから、乗り入れる在来線でも直通運転する列車は特急となっている。
元々、博多南線や上越新幹線の越後湯沢駅 - ガーラ湯沢駅間のように、短距離の新幹線回送線を在来線と同様に扱い、そこに新幹線車両を使って輸送する方式（新幹線規格在来線）と、山形新幹線や秋田新幹線のように在来線側を改軌して直通列車を走らせる方式があるが、整備新幹線計画の中で議論されていたのは後者である。これは、整備新幹線を建設する際に掛かる事業費（工事費）の問題への対策方法であった。しかし、新幹線規格路線ではなく改軌するだけという部分がネックとなり改軌の必要がないフリーゲージトレインの開発も並行して進められ、整備新幹線でこの形態を採用することは2020年5月時点ではなくなっている。

## 運行している列車

### ミニ新幹線方式
- JR東日本
  - こまち - 東北新幹線、田沢湖線、奥羽本線の秋田新幹線
  - つばさ - 東北新幹線、奥羽本線の山形新幹線

### 新幹線規格在来線
- JR東日本
  - 上越線支線 - 上越新幹線の保線基地を利用した臨時駅ガーラ湯沢駅への乗り入れ
- JR西日本
  - 博多南線 - 博多総合車両所への回送列車を利用